# أمين بكير
أمين بكير هو كاتب مسرحي وممثل وناقد مصري ولد بالقاهرة في الثامن من مارس/آذار عام 1937 عام 1964، وحصل على بكالوريوس المعهد العالي للفنون المسرحية، ويُعتبر رائداً لمسرح المونودراما في مصر والعالم العربي.
توفي أمين بكير في 15 سبتمبر 2020.

## مسيرته المهنية
عمل الكاتب المسرحي أمين بكير بوزارة الثقافة المصرية كمحاضر مركزي بالثقافة الجماهيرية، وأقام العديد من الورش المسرحية المتخصصة، وأسس مهرجان الرواد السنوي للمسرح، إلى جانب عمله كمؤلف ومخرج مسرحي حيث كتب وأخرج للمسرح ما يزيد عن 40 نصاً مسرحياً، وشارك في بطولة مسرحية الساحرة. اُختير أمين بكير مديراً لخشبة المسرح القومي بمصر، ومقرراً لشعبة الإدارة المسرحية بنقابة المهن التمثيلية المصرية، وهو عضو باتحاد كتاب مصر، وعضو بنادي القصة المصري، وعضو بدار الأدباء، وعضو بنقابة المهن التمثيلية.

## أعماله ومؤلفاته
كتب أمين بكير العديد من المؤلفات التي تنوعت ما بين النصوص المسرحية، والمجموعات القصصية، والدراسات الأدبية والمسرحية، وأدب الأطفال، ومنها:
- أربع مسرحيات مونودراما (نصوص مسرحية): صدر عام 1981 عن الهيئة المصرية العامة للكتاب بالقاهرة.[5]
- خمس مسرحيات كوميدية (نصوص مسرحية): صدر عام 1986 عن الهيئة المصرية العامة للكتاب بالقاهرة.[6]
- الشعنونة (مسرحية): صدرت عام 1986 عن دار المأمون للطباعة والنشر والتوزيع بالقاهرة.[7]
- المحظوظ (مسرحية للأطفال): صدرت عام 1987 عن الهيئة المصرية العامة للكتاب بالقاهرة.[8]
- القط مشمش والعروسة (قصص للأطفال): صدر عام 1987 عن دار الهلال للطباعة والنشر والتوزيع بالقاهرة.[9]
- احتفالية بنى شعب (مسرحية): صدرت عام 1988 عن الهيئة المصرية العامة للكتاب بالقاهرة.[10]
- الوادى السعيد (مسرحية): صدرت عام 1989 عن الهيئة المصرية العامة للكتاب بالقاهرة.[11]
- المتمرد والمتعنتظ والمنأفق (مسرحية): صدرت عام 1990 عن دار الغد الجديد للترجمة والنشر والتوزيع بالقاهرة.[12]
- حتى صاح ديك - ومسرحيات أخرى (نصوص مسرحية): صدرت عام 1990 عن الهيئة المصرية العامة للكتاب بالقاهرة.[13]
- المسرح للاطفال: صدر عام 1992 عن المجلس الأعلى للثقافة بالقاهرة.[14]
- في الحرفية المسرحية: صدر عام 1993 عن الهيئة المصرية العامة للكتاب بالقاهرة.[15]
- أعظم هدية (قصص للأطفال): صدرت عام 1993 عن الهيئة المصرية العامة للكتاب بالقاهرة.[16]
- السير الشعبية في المسرح المعاصر (دراسة): صدر عام 1994 عن مؤسسة المعارف للطباعة والنشر والتوزيع بالقاهرة.[17]
- أبو مسلمة (مسرحية): صدرت عام 1994 عن دار العربي للطباعة والنشر والتوزيع بالقاهرة.[18]
- المهرج بمبة (مسرحية للأطفال): صدرت عام 1994 عن دار العربى للطباعة والنشر والتوزيع بالقاهرة.[19]
- ملاعيب حنكوش (مسرحية للأطفال): صدرت عام 1994 عن دار العربى للطباعة والنشر والتوزيع بالقاهرة.[20]
- قضايا الفن والإنسان في حياة محمد مندور: صدر عام 1995 عن الهيئة المصرية العامة للكتاب بالقاهرة.[21]
- الأنوف ومسرحيات مونودراما أخرى (نصوص مسرحية): صدرت عام 1995 عن الهيئة المصرية العامة للكتاب بالقاهرة.[22]
- ليالى الحب والطرب في حياة العرب: صدر عام 1997 عن دار الكتاب العربي للنشر والتوزيع بالقاهرة.[23]
- مسرح كشكش بك: نجيب الريحانى ممثل الكوميديا العربية (1883 - 1948): صدر عام 1997 عن المركز القومى للمسرح والموسيقى والفنون الشعبية التابع لوزارة الثقافة المصرية بالقاهرة.[24]
- المسرح مدرسة الشعب (دراسات أدبية): صدر عام 1998 عن المجلس الأعلى للثقافة بالقاهرة.[25]
- الاتجاه الملحمي في مسرح ألفريد فرج: صدر عام 1998 عن المجلس الأعلى للثقافة بالقاهرة.[26]
- سوق الكلام ومسرحيات أخرى (نصوص مسرحية): صدرت عام 1999 عن الهيئة المصرية العامة للكتاب بالقاهرة.[27]
- في رياض العاشقين (مجموعة قصصية): صدرت عام 2000 عن دار هجر للطباعة والنشر والتوزيع والإعلان بالقاهرة.[28]
- حكايات من دفاتر النسوان (مجموعة قصصية): صدرت عام 2002 عن مركز الحضارة العربية للنشر والتوزيع بالقاهرة.[29]
- الوشم بالكلمات (مجموعة قصصية): صدرت عام 2003 عن الهيئة المصرية العامة للكتاب بالقاهرة.[30]
- حكاية فلاح اهناسيا (مسرحية): صدرت عام 2004 عن الهيئة المصرية العامة للكتاب بالقاهرة.[31]
- تحت الشمس (مسرحيات في لوحات): صدرت عام 2004 عن الهيئة المصرية العامة لقصور الثقافة بالقاهرة.[32]
- الماوردي (مسرحية): صدرت عام 2005 عن دار العربي للطباعة والنشر والتوزيع بالقاهرة.[33]
- عبد الله بن محمد (مسرحية): صدرت عام 2005 عن دار العربي للطباعة والنشر والتوزيع بالقاهرة.[34]
- الحطاب القنوع (مسرحية للأطفال): صدرت عام 2005 عن دار العربي للطباعة والنشر والتوزيع بالقاهرة.[35]
- الفكر والخيال في أدب الأطفال: صدر عام 2006 عن الهيئة المصرية العامة للكتاب بالقاهرة.[36]
- المسرح عند الفراعنة (دراسة): صدرت عام 2007 عن المجلس الأعلى للثقافة بالقاهرة.[37]
- فن الإبهار المسرحي (دراسة): صدر عام 2009 عن الهيئة المصرية العامة للكتاب بالقاهرة.[38]
- الصياد والسمكة الذهبية (قصص للأطفال)
- فجر ورماد (مسرحية): صدرت عام 1971 عن المجلس الأعلى لرعاية الفنون والآداب والعلوم الإجتماعية بالقاهرة.[39]
- أصول اللعبة (مسرحية)
- الطوفان - الملك شيشنق (مسرحية): صدرت عن المؤسسة العربية الحديثة للطبع والنشر والتوزيع بالقاهرة.[40]
- زهرة الغضب فرجة شعبية (مسرحية): صدرت عام 2013 عن الهيئة المصرية العامة لقصور الثقافة بالقاهرة.[41]
- ٣ مسرحيات مونودراما: صدر عام 2014.[42]
- دفتر أحوال المسرح المصري: صدر عام 2015 عن دار دلتا للنشر والتوزيع بالقاهرة.[43]
- مسرح عماد سالم وعالمه الموشى بالأرق (دراسة نقدية): صدر عام 2017.[44]
- الانتظار (مسرحية)
- أنشودة الرصاص (مسرحية)
- شطارة (مسرحية)
- بهلول العظيم (مسرحية)
- القمر الأسود (مسرحية)[45]

## الجوائز والتكريمات
حظي الكاتب المسرحي أمين بكير بتكريم العديد من الجهات، ونال عددًا من الجوائز الأدبية، ومنها:
- الجائزة الثالثة بمسابقة الكتاب العربى على مستوى العالم الثالث عن مسرحيته «أنشودة الرصاص».
- جائزة اليونسكو من الجامعة الأمريكية بالقاهرة.
- تكريم اسمه -بعد وفاته- بمهرجان أيام القاهرة الدولي للمونودراما في دورته الرابعة والذي أقيم تحت رعاية وزارة الثقافة المصرية في الفترة ما بين يومي 13 و17 سبتمبر عام 2021.[46]

## وفاته
تعرض أمين بكير لوعكة صحية أُدخل على إثرها إلى مستشفى العجوزة بالقاهرة، وهناك توفي في الخامس عشر من سبتمبر (أيلول) عام 2020.
أهديت الدورة الثانية من مهرجان الرواد المسرحي عام 2021 إلى روح مؤسس المهرجان الكاتب والمسرحي أمين بكير، كما تم تكريم اسمه بمهرجان أيام القاهرة الدولي للمونودراما في دورته الرابعة في نفس العام.